# Myosoma forticarinatum
Myosoma forticarinatum är en stekelart som beskrevs av Cameron 1902. Myosoma forticarinatum ingår i släktet Myosoma och familjen bracksteklar. Inga underarter finns listade i Catalogue of Life.